# Jesus Walks
Jesus Walks è un brano musicale del rapper statunitense Kanye West, estratto come terzo singolo dall'album The College Dropout del 2004. Il brano utilizza un campionamento di Walk with Me interpretata dall'ARC Choir. Nel 2010 la rivista Rolling Stone la piazza alla posizione 273 della sua lista delle 500 migliori canzoni di tutti i tempi.

## Tracce
UK Promo Single
1. Jesus Walks - 3:20

CD single
1. Jesus Walks (Album Version) - 3:20
2. Jesus Walks (Live In Paridiso - 2004) - 4:06
3. Through The Wire (Live In Paradiso - 2004) - 4:23
4. Jesus Walks (Mase Remix) - 3:54

CD Single #1
1. Jesus Walks (Album Version) - 3:20
2. Jesus Walks (Live In Paridiso 2004) - 4:06

CD Single #2
1. Jesus Walks (Album Version)
2. Jesus Walks (Live In Paridiso 2004)
3. Through The Wire (Live In Paradiso 2004)
4. Jesus Walks (Mase Remix)
5. Jesus Walks (Video Version 2)
6. Jesus Walks (Video Version 3)

## Classifiche
| Classifica (2004)                    | Posizione più alta |
| ------------------------------------ | ------------------ |
| Australia                            | 37                 |
| Canada                               | 4                  |
| Irlanda                              | 18                 |
| U.S. Billboard Hot 100               | 11                 |
| U.S. Billboard Hot R&B/Hip-Hop Songs | 2                  |
| U.S. Billboard Hot Rap Tracks        | 3                  |
| U.S. Billboard Rhythmic Top 40       | 16                 |
| Regno Unito                          | 16                 |